# HD 124683
HD 124683，又名BD-17 4046，SAO 158448、HR 5332，是一颗恒星，视星等为5.43，位于銀經329.44，銀緯40.31，其B1900.0坐标为赤經14h 9m 53.3s，赤緯-17° 40.31′ 3″。